# Aa Saint-Omer Golf Club
Aa Saint-Omer Golf Club er en golfklub i Pas-de-Calais i Frankrig. Klubben er vært for turneringen Aa Saint-Omer Open hvert år på PGA Europa Tour.

## Links
- Wikimedia Commons har flere filer relateret til Aa Saint-Omer Golf Club
- Officiel hjemmeside

50°42′34.31″N 2°5′4.92″Ø / 50.7095306°N 2.0847000°Ø